# Нижегородский научный центр РАН
Нижегоро́дский нау́чный центр РАН (ННЦ РАН) — региональный научный центр Российской академии наук, объединявший в себе пять институтов РАН. Организован 16 декабря 2008 года. 1 марта 2016 года в связи с реформой РАН упразднён и реорганизован в отдел интеграции и развития получившего статус Федерального исследовательского центра ИПФ РАН, филиалами которого также стали ИФМ РАН и ИПМ РАН. ИХВВ РАН и ИМХ РАН продолжили работу в качестве самостоятельных научных учреждений в составе РАН.

## Управление
Руководящим органом ННЦ РАН являлся Президиум, в состав которого входили:
- Председатель центра: академик РАН Александр Григорьевич Литвак
- Заместители председателя центра: Захарий Фишелевич Красильник, Александр Михайлович Сергеев, Владимир Кузьмич Черкасов
- главный учёный секретарь Президиума ННЦ РАН: А. И. Малеханов
- Глеб Арсентьевич Абакумов, академик
- Сергей Викторович Гапонов, академик
- Андрей Викторович Гапонов-Грехов, академик
- Владимир Васильевич Железняков, академик
- Радий Иванович Илькаев, академик
- Валентин Ефимович Костюков, директор РФЯЦ-ВНИИЭФ
- Фёдор Михайлович Митенков, академик
- Владимир Николаевич Перевезенцев, директор ИПМ РАН
- Сергей Донатович Снегирёв, директор НИРФИ
- Роман Григорьевич Стронгин, президент ННГУ им. Н. И. Лобачевского
- Владимир Ильич Таланов, академик
- Юрий Алексеевич Трутнев, академик
- Михаил Фёдорович Чурбанов, академик

## Состав
В состав центра входили пять научных институтов Российской академии наук.
| Название организации                                       | Сокращённое название | Отделение  | Год основания |
| ---------------------------------------------------------- | -------------------- | ---------- | ------------- |
| Институт прикладной физики РАН                             | ИПФ РАН              | ОФН РАН    | 1976          |
| Институт физики микроструктур РАН (филиал ИПФ РАН)         | ИФМ РАН              | ОФН РАН    | 1993          |
| Институт химии высокочистых веществ им. Г. Г. Девятых РАН  | ИХВВ РАН             | ОХНМ РАН   | 1988          |
| Институт металлоорганической химии им. Г. А. Разуваева РАН | ИМХ РАН              | ОХНМ РАН   | 1988          |
| Институт проблем машиностроения РАН (филиал ИПФ РАН)       | ИПМ РАН              | ОЭММПУ РАН | 2012          |

Общая численность состава ННЦ РАН составляла 790 научных сотрудников, из которых 10 имели звание академика, а 14 — члена-корреспондента РАН.